# Triolena pedemontana
Triolena pedemontana är en tvåhjärtbladig växtart som beskrevs av John Julius Wurdack. Triolena pedemontana ingår i släktet Triolena och familjen Melastomataceae. IUCN kategoriserar arten globalt som sårbar.
Artens utbredningsområde är Ecuador. Inga underarter finns listade i Catalogue of Life.